# 布什頓 (堪薩斯州)
布什頓（英語：Bushton）是一個位於美國堪薩斯州賴斯縣的城市。

## 地方資料
根據2020年美國人口普查的數據，布什頓的面積為0.59平方千米，當中陸地面積為0.59平方千米，而水域面積為0.00平方千米。當地共有人口203人，而人口密度為每平方千米344.07人。